# Semawur
Semawur is een bestuurslaag in het regentschap Blora van de provincie Midden-Java, Indonesië. Semawur telt 2477 inwoners (volkstelling 2010).